# Timpanometria

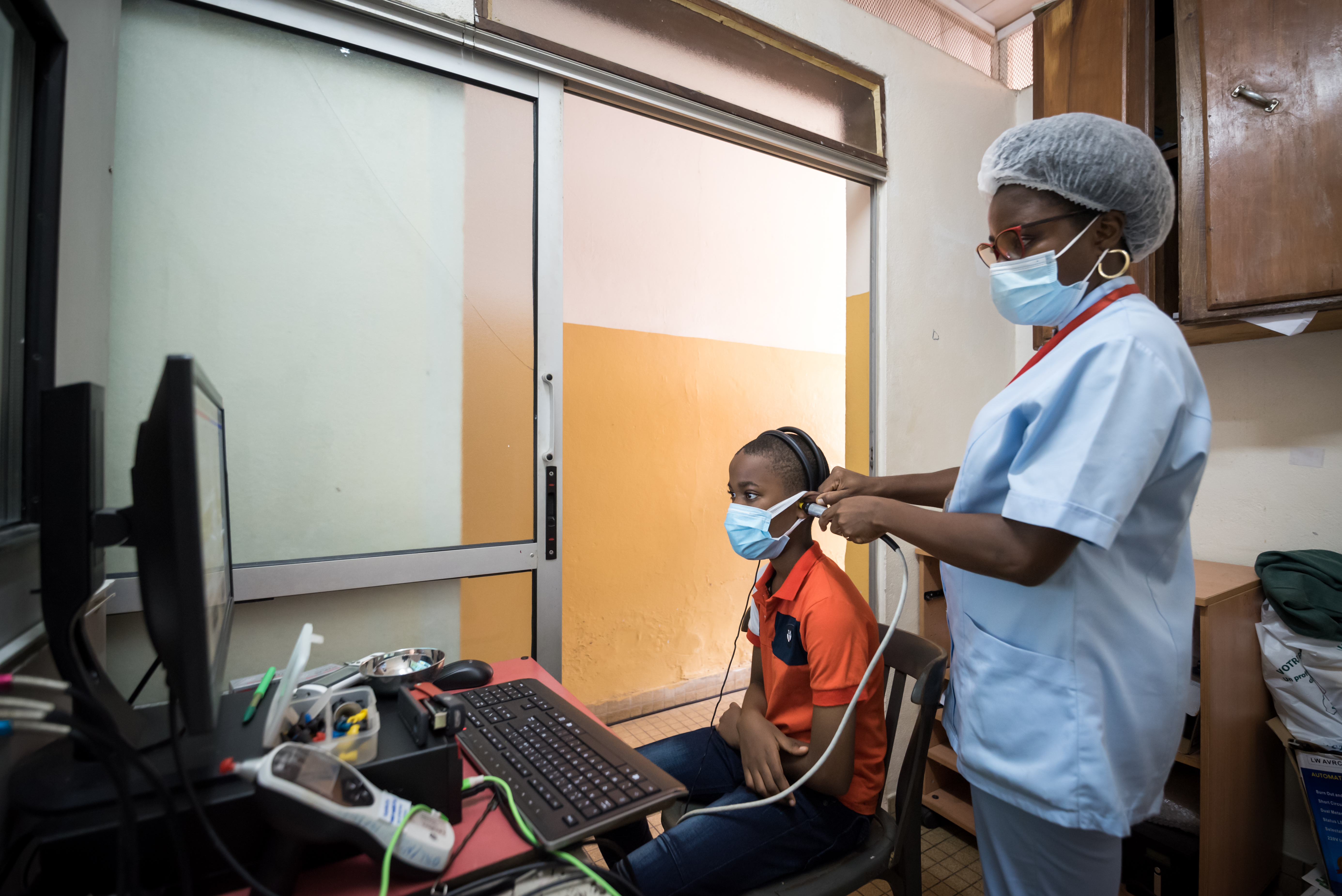
Timpanometria

A timpanometria é um exame objetivo utilizado para avaliar a função da orelha média, isto é, analisa a mobilidade do sistema tímpano-ossicular (membrana timpânica e ossos de condução do som), criando variações da pressão do ar no canal auditivo (meato acústico externo). A timpanometria pode ser classificada como uma medida dinâmica e faz parte da bateria de testes da imitância acústica, também chamada de imitanciometria.
Em resumo, a timpanometria permite verificar a medida da variação da imitância do sistema auditivo, seja a impedância ou a admitância, em razão da variação de pressão introduzida. O objetivo é encontrar em qual pressão está o pico de admitância sonora do sistema; sendo o padrão de normalidade entre -100Pa a +50Pa. Os picos que fogem a esses valores sugerem, normalmente, disfunção tubária.
A base do equipamento de medidas de imitância acústica, que segue sendo usado até os dias atuais, é composta por um gerador de tom puro, um microfone para monitorar esse tom puro e o pessurizador, responsável por fazer a variação de pressão na orelha externa. Essa variação pode se dar entre +200da Pa e -400da Pa (podendo estender-se até -600daPa, se necessário).
O resultado dessa medida é plotado em um gráfico denominado timpanograma, no qual é possível identificar a pressão do pico timpanométrico (PPT), onde ocorre o ponto de máxima admitância, e a altura do pico timpanométrico, comumente denominado volume do pico de admitância. Outra medida importante é o volume equivalente no meato acústico externo. Ao utilizarmos o tom de sonda de 226Hz e monitorá-lo no ponto de +200da Pa de pressão no MAE, a admitância é numericamente igual ao volume do meato acústico externo. Assim, a admitância  de um volume de ar de 1 mL, é igual a 1 mmho. Por esse motivo, na imitanciometria com tom de sonda de 226Hz, é possível fazer a medida de admitância em ml. Ao usar frequências mais altas como tom de sonda, é necessário mudar a medida para mmho, já que a medida não se comporta da mesma forma.
A timpanometria auxilia no diagnóstico de alterações na orelha média e de perdas auditivas, tanto em adultos, quanto em crianças. Na avaliação da perda auditiva, a timpanometria permite uma distinção entre perda auditiva sensorioneural e condutiva. Além disso, pode ser útil no diagnóstico da otite média, demonstrando a presença de acúmulo de líquido na cavidade da orelha média por meio da curva timpanométrica.
O exame não deve ser usado para avaliar a sensibilidade da audição, e seus resultados devem sempre ser vistos em conjunto com a avaliação da audiometria.

## Instrução ao paciente
Ao posicionar o paciente para a realização do procedimento, algumas informações importantes precisam ser faladas. Inicialmente, o indivíduo deve saber que o teste pode ser interrompido caso haja um grande desconforto.
Além disso, a instrução dada para realização das medidas de imitância acústica geralmente é: " Será colocada uma pequena sonda com uma ponta de borracha, ajustada à orelha. Você sentirá uma variação de pressão no ouvido por alguns segundos. O procedimento é automático , portanto, não precisa responder a nada. Apenas evite movimentos bruscos, falar e engolir por alguns segundos."

## Contraindicações
A timpanometria é contraindicado em caso de presença de corpo estranho, otorréia, perfuração de tímpano e presença de excesso de cerume no meato acústico externo. Por esse motivo, é recomendável realizar uma inspeção do meato acústico externo (meatoscopia) antes da realização do procedimento. Em casos de desconforto diante de sons intensos como na hiperacusia, o exame não deve ser realizado, a não ser se houver uma solicitação do médico que conduz o caso.
Apesar de não haver uma determinação sobre o espaço de tempo em que seja seguro realizar as medidas de imitância acústica com pressurização após uma cirurgia otológica, a Britsh Society of Audiology (BSA)  não recomenda a realização da timpanometria em casos de cirurgia recente. O médico otorrinolaringologista que acompanha o caso deverá indicar o momento ideal, dependendo do tipo de cirurgia realizada.

## Procedimento

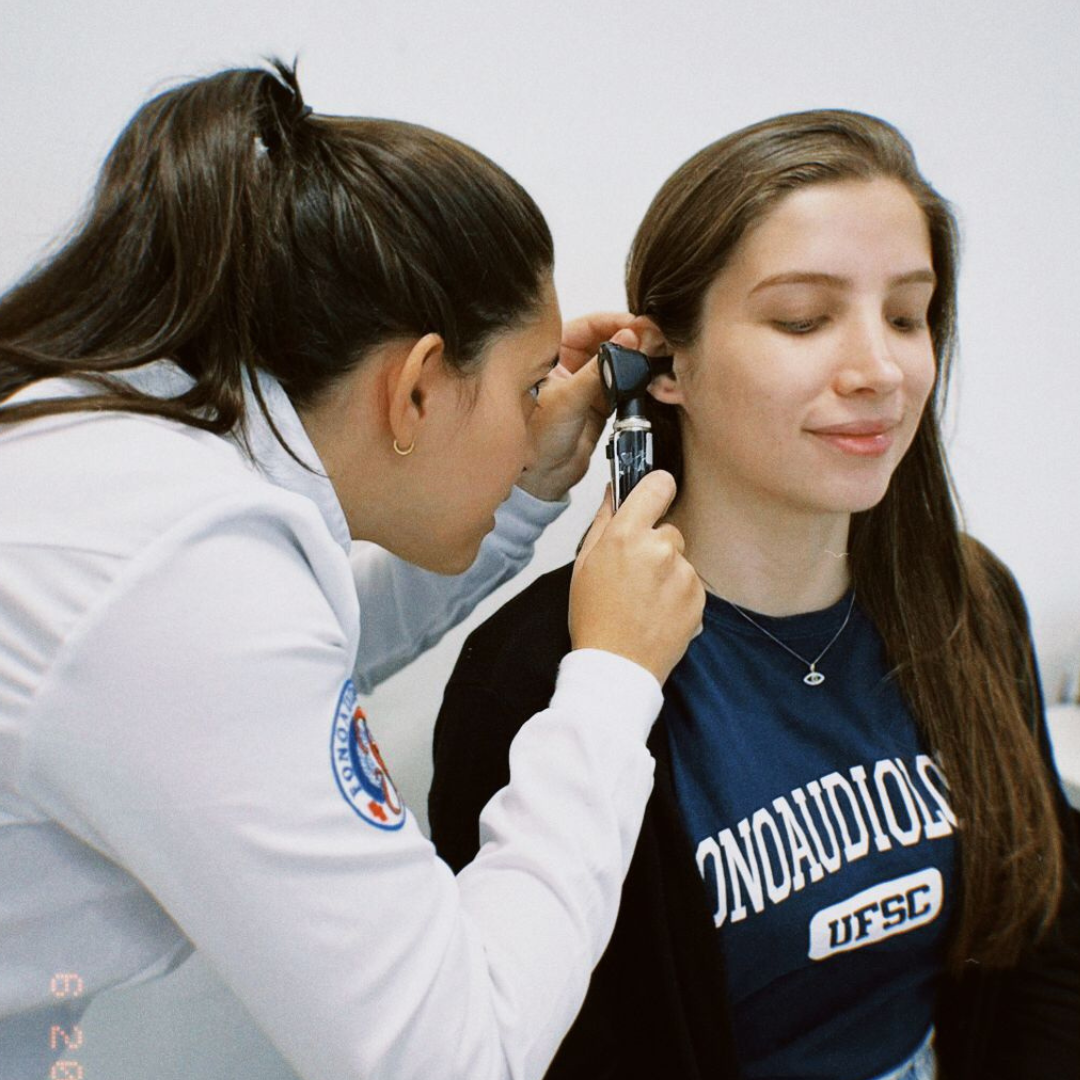
Realização da Meatoscopia

Para que seja realizada a pesquisa da timpanometria, é necessário fazer previamente uma meatoscopia (exame da orelha com um otoscópio), para garantir que o meato acústico externo (MAE) não esteja com excesso de cerúmen, impedindo a passagem do som, e, consequentemente, a realização do exame.
A Timpanometria é iniciada inserindo uma sonda no MAE. Uma vez obtida a vedação do MAE, ocorre uma modificação da pressão na orelha, associada a geração de um tom puro que mede as respostas da membrana timpânica ao som em diferentes pressões. Isso produz uma série de dados que medem variação da admitância, registrados no timpanograma.
Um tom de sonda de 226 Hz é gerado pelo equipamento no MAE, onde o som atinge a membrana timpânica, causando vibração nos ossos de condução do som na orelha média. Parte desse som é refletido de volta e captado pelo microfone da sonda. A maioria dos problemas da orelha média resulta em enrijecimento do sistema tímpano-ossicular, o que faz com que uma maior quantidade de som seja refletido de volta.
Enquanto 226 Hz é o tom de sonda mais comum para a realização da timpanometria, outros tons podem ser utilizados. Em crianças com menos de 6 meses de idade, é recomendado a utilização do tom de sonda de 1000 Hz, que tem demonstrado resultados mais precisos. Há ainda a timpanometria com tom de sonda multifrequencial, que utiliza a faixa de frequência entre 250 e 2000 Hz, e que auxilia na identificação de anormalidades ossiculares.
A admitância é como a energia é transmitida através da orelha média. O instrumento mede o som refletido e o expressa como uma admitância ou compliância, registrando os dados em um gráfico conhecido como timpanograma.
Normalmente, a pressão do ar no MAE é a mesma que a pressão ambiente. Além disso, em condições normais, a pressão do ar na orelha média é aproximadamente a mesma que a pressão ambiente, pois a Tuba Auditiva se abre periodicamente para ventilar a orelha média e equalizar a pressão. Em um indivíduo saudável, o som máximo é transmitido através da orelha média quando a pressão do ar ambiente no MAE é igual à pressão na orelha média.

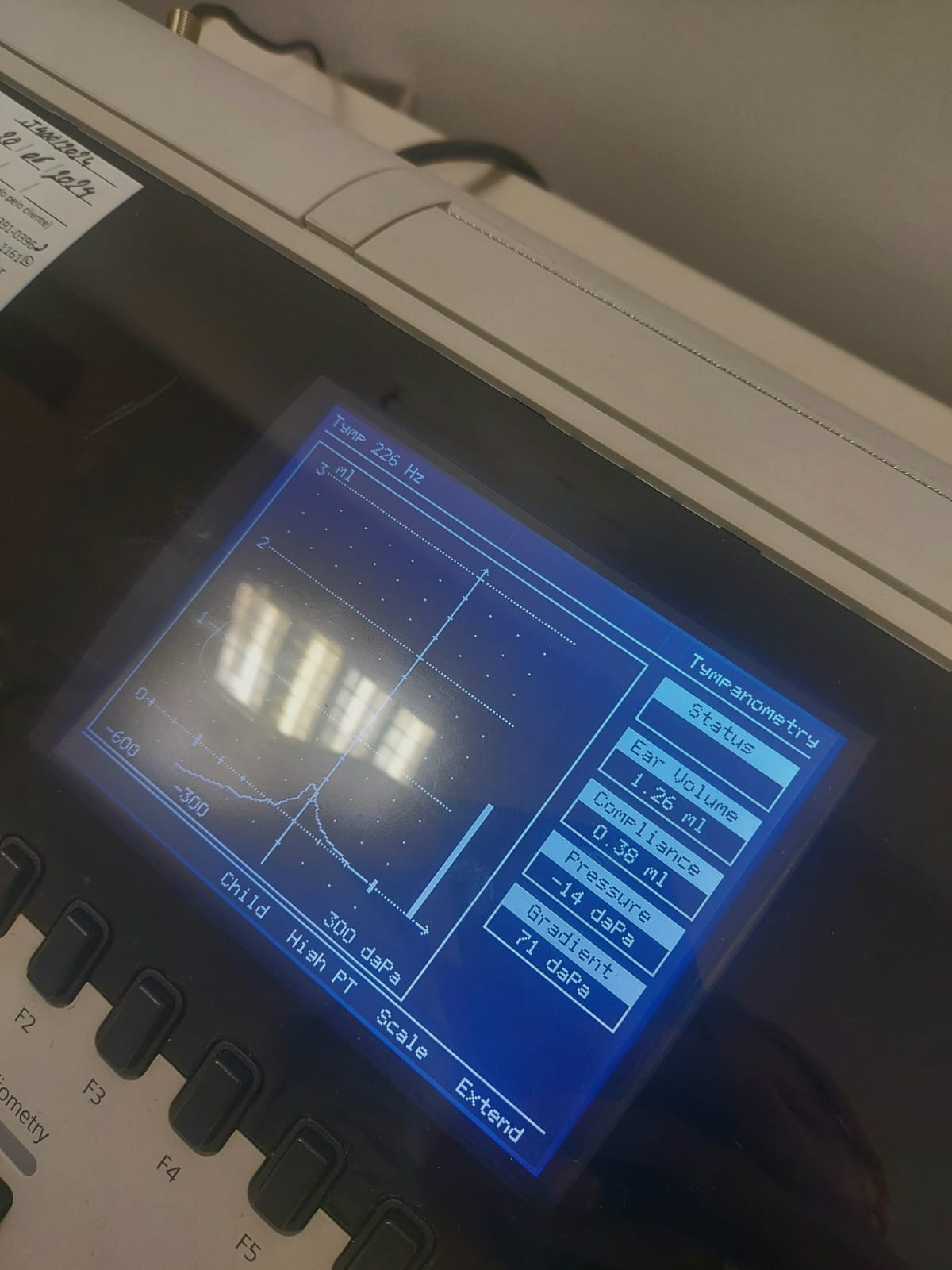
Curva do tipo A

## Timpanograma

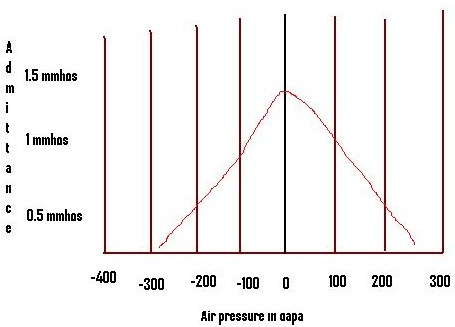
Curva timpanométrica do Tipo A
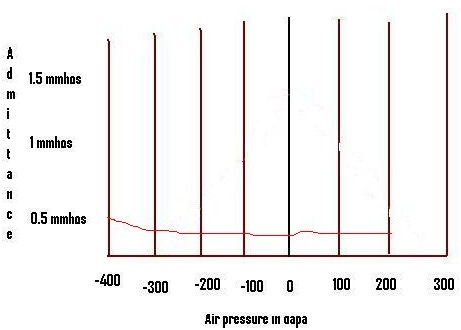
Curva timpanométrica do Tipo B
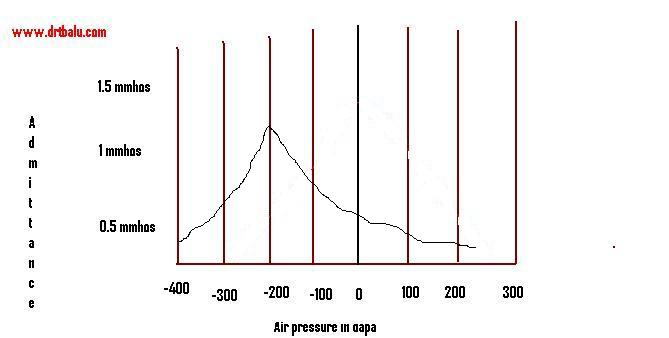
Curva timpanométrica do Tipo C

Os timpanogramas encontrados em função dos parâmetros de complacência e pressão do ouvido médio em 3 tipos: A, B e C.
O timpanograma do tipo A mostra um pico de máxima admitância ao redor da pressão de ar de 0 daPa, com variação não excedendo a -100 daPa, com volume de orelha média entre 0,3 e 1,6 ml, de acordo com Jerger (1972). Este tipo de curva timpanométrica  é encontrada em indivíduos com função de orelha média normal, ou seja, há pressão normal na orelha média com mobilidade normal da membrana timpânica e da cadeia ossicular.
Dentro do grupo do A, existem dois outros tipos de curva, a do tipo Ar e a do tipo Ad:
O timpanograma do tipo Ar mostra baixa admitância no sistema tímpano-ossicular, ou seja, mesmo com pressão de ar dentro da normalidade, os valores do volume de orelha média estão abaixo de 0,3 ml, indicando rigidez neste sistema e consequentemente. Pode ser encontrado em indivíduos portadores de otosclerose.
Já o timpanograma do tipo Ad mostra hipermobilidade do sistema tímpano-ossicular. Neste tipo, a pressão ainda encontra-se dentro da normalidade, mas os valores do volume de orelha média estão acima de 1,65 ml, indicando alta complacência (admitância). O timpanograma do tipo Ad pode indicar membrana timpânica muito flácida ou disjunção da cadeia ossicular, ou seja, desarticulação dos ossículos da orelha média.
O timpanograma do tipo B não apresenta pico de máxima admitância em nenhuma pressão de ar, demonstrando uma curva achatada / horizontalizada, sendo assim, representa um sistema tímpano-ossicular com ausência de mobilidade. Este tipo de curva implica uma inviabilização da função timpânica, por este se apresentar perfurado. Deverá ser indicado para cirurgia.
O timpanograma do tipo C mostra o pico de máxima admitância deslocado para pressões negativas, abaixo de -100 daPa. Geralmente esta pressão negativa no espaço da orelha média é resultante da função comprometida da Tuba Auditiva e de uma membrana timpânica retraída.
A classificação dos dados timpanométricos não deve ser usada isoladamente como um diagnóstico. Somente medidas de admitância acústica estática, volume do meato acústico externo e largura/gradiente timpanométrico em comparação com dados normativos específicos de sexo, idade e raça podem ser usadas para diagnosticar com certa precisão a patologia da orelha média, juntamente com o uso de outros dados audiológicos (por exemplo, otoscopia, limiares auditivos de via aérea e limiares de via óssea, limiar de reconhecimento de fala e índice de reconhecimento de fala, etc.).

## Gradiente timpanométrico e largura timpanométrica
O objetivo gradiente timpanométrico é obter informações diagnósticas adicionais que possibilitem determinar a presença do pico timpanométrico e assim auxiliar a classificação do timpanograma. A definição do gradiente timpanométrico  é uma mudança no valor da imitância do pico em relação aos valores de imitância obtidos no intervalo de 50daPa em cada lado do pico. O "gradiente relativo" é determinado pela divisão de G (altura do timpanograma desde o pico até a linha horizontal traçada entre o ponto de interseção no timpanograma, localizados a +/- 50da Pa do pico) por "C" (a admitância  total medida desde a base até o pico timpanométrico). Os equipamentos que fazem essa medida automaticamente calculam o "G" como a média dos valores de admitância entre +/- 50daPa distante do pico.
O gradiente varia de 0 a 1,0. A normalidade é sugerida acima de 0,2. Considerando que cada equipamento tem um algoritmo para obtenção da medida do gradiente.
A largura timpanométrica (tympanometric Width TW) é a outra medida que fornece informações  sobre a forma da curva ou sobre o gradiente, correspondendo ao intervalo  em decapascals (daPa) entre os lados  do timpanograma, na metade da altura do timpanograma . A largura timpanométrica (TW) maior que 150daPa em adultos é maior que 200daPa em crianças sugere alteração timpanométrica.

## Timpanograma com tom de sonda de 1000Hz
Os analisadores de orelha média possibilitam realizar a timpanometria não só com o tom de sonda de 226Hz , mas também em 1000Hz (recomendada na avaliação de orelha média de neonatos), Pois há menor possibilidade de falsos negativos para alteração de orelha média.
Lembrando que, para o tom de sonda de 1000Hz, a media é mmho e, para o tom de sonda de 226Hz, pode ser o mmho ou ml.
O tom de sonda de frequência mais alta possibilita também o traçado e a análise dos timpanogramas nos componentes de admitância (Y), susceptância (B) e condutância (G).
A sonda de 1000 Hz foi considerada a mais apropriada para a avaliação de neonatos e bebês até os 3 meses de idade. Os autores sugeriram o seguinte protocolo: bebês até 3 meses de idade devem ser avaliados exclusivamente com tom sonda de 1000 Hz; entre os 3 e 9 meses de idade deve ser realizada a timpanometria com tom de 1000 Hz e, no caso de falha no resultado, realizar uma segunda avaliação usando o tom de 226 Hz; após os 9 meses de idade, a timpanometria pode ser realizada exclusivamente com o tom sonda de 226 Hz. Outro dado importante é que o uso da sonda de 1000 Hz reduz a prevalência de timpanogramas planos no grupo de crianças.
Durante o crescimento, várias mudanças ocorrem na orelha dos bebês e interferem nas propriedades mecânicas do canal auditivo que influenciam no registro do timpanograma. Dentre as alterações físicas na orelha externa e orelha média após o nascimento que procuram explicar as mudanças acústicas, incluem-se: aumento da orelha externa, mastoide e cavidade da orelha média; mudança na orientação da membrana timpânica; fusão do anel timpânico; diminuição da massa da orelha média (devido às mudanças na densidade óssea e perda do mesênquima); formação óssea na parede do MAE; compressão da junção ossicular; aproximação do estribo ao ligamento anular.

## Medidas de susceptância e condutância (B e G)
Para investigar os efeitos de massa e rigidez, utiliza-se a modalidade de susceptância (B), e, para investigar os efeitos da resistência, utiliza-se a de condutância. Os efeitos de massa e rigidez exercidos pelo sistema tímpano-ossicular serão modificados  em função da frequência do tom incidente.
O uso dessas diferentes modalidades levou a três denominações distintas  para os timpanogramas:Y, B  ou G, respectivamente  admitância, susceptância e condutância. O uso dessas modalidades  com a finalidade diagnóstica audiológica deve ser combinada ao emprego de frequências mais altas na sonda de imitância, além do convencional tom grave de 226Hz.

## Frequência de ressonância e timpanograma em múltiplas frequências
O timpanograma de múltiplas frequências possibilita a identificação da frequência de ressonância. A faixa de normalidade para essa medida  geralmente ocorre entre 800-1220Hz.
Ao avaliarem a frequência de ressonância da orelha média em lactentes, identificaram que ela é significativamente menor (em torno de 250Hz) , na fase neonatal , até 28 dias de vida , quando comparada aos 3 meses de idade (385Hz). O que justificaria  a presença de duplo pico  em neonatos ao realizar timpanometria com tom de sonda de 226Hz é a proximidade com a frequência de ressonância do sistema na fase neonatal, fato que vai mudando ao longo do crescimento do bebê.

## Medidas de imitância acústica de banda larga
As medidas de imitância acústica de banda larga (MIABL) procuram avaliar a transmissão sonora pela orelha média para uma ampla faixa de frequências, permitindo aumentar a precisão na avaliação das afecções da orelha média.
As medidas são realizadas em uma ampla faixa de frequências e não em uma única frequência de sonda, como na timpanometria. Ao investigar a mobilidade tímpano ossicular utilizando frequências entre 250-6000Hz, as MIABL, permitem inferir qual o comportamento da orelha média na transmissão de frequências baixas (que são governadas pelo efeito da rigidez) e altas (governadas pelo efeito de massa). Sendo assim, proporcionam uma análise dos efeitos de aumento e diminuição da mobilidade de orelha média em função da frequência sonora incidente.
As MIABL analisam as medidas de absorvância e reflectância por meio de um complexo sistema de sondas.
Na análise de tais medidas, pode-se utilizar os estímulos chirp e tom puro, sendo que o primeiro possibilita melhor resolução de frequência e é uma medida mais rápida. A utilização do tom puro, por sua vez, proporciona melhor relação sinal/ruído, configurando-se como melhor opção em situações de elevado ruído ambiental e/ou inerentes a condição do paciente.
A reflectância é a razão entre a energia refletida sobre a energia incidente na membrana timpânica, fornecendo dados sobre a energia acústica que é refletida pela membrana timpânica e a absorvida pela orelha média.Essa energia de reflectância é dimensionada por uma escala de 0,0 a 1,0, sendo 1,0 quando toda a energia sonora é refletida (podendo ser expressos em porcentagem) e 0,0 quando toda energia sonora é absorvida pelo sistema.
A absorvância ou coeficiente de absorção é o complemento da reflectância, ou seja, é a razão da energia acústica que é absorvida pela orelha média sobre a energia acústica que incide na MT, medindo em curto espaço de tempo a resposta acústica de banda larga no MAE. A absorvância é o coeficiente adimensional e varia de 0,0 (quando toda energia é refletida) a 1,0 (quando toda a energia sonora é absorvida).

## Aplicações clínicas das medidas de imitância acústica de banda larga
Utilizar dessas medidas de banda larga permite:
- Avaliar as condições da orelha média em uma ampla faixa de frequência, possibilitando esta avaliação na presença ou na ausência de pressurização no meato acústico externo;
- Auxiliar o diagnóstico diferencial, por meio da medida de absorvância.
As medidas de imitância de banda larga produzem informações que auxiliam na diferenciação entre função normal da orelha média e patologias como fluídos, otosclerose, desarticulação da cadeia ossicular, perfurações timpânicas, deiscência do canal semicircular, etc.

## Definições
Seguem abaixo as definições das medidas de absorvância, magnitude da admitância, magnitude da impedância, fase da impedância, fase da reflectância e delay da reflectância (slope):
- Absorvância: expressa em porcentagem (%), representa a razão entre a energia absorvida pela OM e a energia incidente no MAE;
- Magnitude da admitância: medida em potência de base 10, consiste na facilidade com que a onda sonora é transmitida pela OM;
- Magnitude da impedância: mensurada em potência de base 10, demonstra a oposição à transmissão da onda sonora pela OM. A obtenção de valores de impedância diferindo de 1 ocasionará reflecções positiva ou negativa, sendo que uma elevada impedância resulta em reflecções positivas e reduzida impedância em reflecções negativas;
- Fase da impedância: determinada em radianos/2π, fornece informações sobre o tipo de impedância que a OM é dominada: resistência, massa ou rigidez. A fase negativa (-π/2) é dominada pela rigidez, a fase positiva (+π/2) pela massa e a fase próxima à zero pela resistência;
- Fase da reflectância: expressa em radianos/2π, representa a maneira com que a onda sonora se propaga na orelha de acordo com a frequência;
- Delay da reflectância (slope): mensurado em milissegundos (ms), refere-se ao tempo entre a  apresentação do estímulo pela sonda, transmissão até a membrana timpânica e captação da energia pelo microfone da sonda no MAE. Ressalta-se que a medida Delay da reflectância é gerada apenas para o estímulo chirp porque apresenta uma maior resolução de frequência em relação ao tom puro, característica esta necessária para a obtenção desta medida.